# 분 보 남보
분 보 남보(베트남어: bún bò Nam Bộ)는 베트남의 국수 요리이다. 쌀국수 분에 쇠고기 안심과 숙주나물, 셜롯 등 각종 채소, 여러 가지 허브, 땅콩 등을 넣고 느억 맘(어장), 식초, 설탕 등으로 간한 국물에 비벼 먹는다. 요리의 이름은 베트남 남부 출신을 나타내지 만 하노이의 레스토랑에서 가장 많이 발견된다. 이 요리는 하노이 이외의 베트남 도시에서는 쉽게 찾기가 어렵다.

## 이름
베트남어 "분 보 남보(bún bò Nam Bộ)"는 "남보식 쇠고기 국수"라는 뜻이다. "분(bún)"은 "얇은 쌀국수"를 뜻하며, "보(bò)"는 "쇠고기"라는 뜻이다. "남보(Nam Bộ)"는 한자어 "南部(한국 한자음: 남부)"에서 나온 말로, 베트남 남쪽 지역을 가리키는 말이다.

## 같이 보기
- 분 보 후에